# Колобжег (гмина)
Колобжег (пол. Kołobrzeg) — сельская гмина (волость) в Польше, входит как административная единица в Колобжегский повет, Западно-Поморское воеводство. Население — 8838 человек (на 2005 год).